# Ordre de bataille de l'armée de Rhin-et-Moselle
Pour un article plus général, voir Armée de Rhin-et-Moselle.
Cet article présente l'ordre de bataille de l’armée de Rhin-et-Moselle au Daen 14 messidor an IV (2 juillet 1796).
L’armée de Rhin-et-Moselle est une des armées de la République, qui s'illustrèrent contre l'Europe coalisée. Elle fut formée par la réunion des armées du Rhin et de la Moselle.

## Ordre de bataille au 14 Messidor an IV (juillet 1796)
Général en chefJean Victor Marie Moreau
- Chef d’état major : général Jean Louis Ebénézer Reynier
- Commandant l’artillerie : général Jean-Baptiste Eblé
- Commandant le génie : général Dominique-André de Chambarlhac

L’armée de Rhin-et-Moselle en Messidor an IV comprend :
- 66 bataillons
- 79 escadrons

donnant une force totale de 65 103 hommes dont
- 56 756 hommes d’infanterie
- 6 536 hommes de cavalerie
- 1 811 hommes d’artillerie

### Aile gauche
L’aile gauche est sous les ordres du général Desaix
- Division Delmas
  - Brigade Frimont
    - 16e demi-brigade d’infanterie légère (3 bataillons) - 2 442 hommes
    - 50e demi-brigade d’infanterie de ligne (3 bataillons) - 2 002 hommes
    - 7e régiment de hussards (4 escadrons) – 322 hommes

  - Brigade Eckmayer
    - 97e demi-brigade d’infanterie de ligne (3 bataillons) - 2 378 hommes
    - 10e régiment de dragons (4 escadrons) - 242 hommes
    - 17e régiment de dragons (4 escadrons) – 255 hommes

- Division Beaupuy
  - Brigade Sainte-Suzanne
    - 10e demi-brigade d’infanterie légère (3 bataillons) - 2 580 hommes
    - 10e demi-brigade d’infanterie de ligne (3 bataillons) - 2 966 hommes
    - 4e régiment de chasseurs à cheval (4 escadrons) – 319 hommes
    - 8e régiment de chasseurs à cheval (4 escadrons) – 505 hommes

  - Brigade Joba
    - 62e demi-brigade d'infanterie de ligne (3 bataillons) - 2 350 hommes
    - 103e demi-brigade d'infanterie de ligne (3 bataillons) - 2 607 hommes
    - 6e régiment de dragons (4 escadrons) - 417 hommes
    - Artillerie - 556 hommes

### Centre
Le centre est sous les ordres du général Gouvion Saint Cyr
- Division Duhesme et Taponnier
  - Brigade Vandamme
    - 17e demi-brigade d'infanterie de ligne (3 bataillons) - 2 793 hommes
    - 100e demi-brigade d'infanterie de ligne (3 bataillons) - 2 479 hommes
    - 20e régiment de chasseurs à cheval (4 escadrons) – 254 hommes
    - 11e régiment de hussards (1 escadron) – 38 hommes

  - Brigade Laroche
    - 21e demi-brigade d'infanterie légère (3 bataillons) - 2 284 hommes
    - 31e demi-brigade d'infanterie de ligne (3 bataillons) - 2 840 hommes
    - 9e régiment de hussards (1 escadron) – 95 hommes

  - Brigade Lecourbe
    - 84e demi-brigade d'infanterie de ligne (3 bataillons) - 2 692 hommes
    - 106e demi-brigade d'infanterie de ligne (3 bataillons) - 3 186 hommes
    - 2e régiment de chasseurs à cheval (4 escadrons) – 240 hommes
    - Artillerie - 33 hommes

### Aile droite
L’aile droite est sous les ordres du général Férino
- Division Delaborde
  - Brigade Jordy
    - 3e demi-brigade d'infanterie de ligne (3 bataillons) - 2 299 hommes
    - 38e demi-brigade d'infanterie de ligne (3 bataillons) - 3 350 hommes
    - 21e régiment de cavalerie (1 escadron) - 48 hommes

  - Brigade Paillard
    - 3e demi-brigade d'infanterie légère (3 bataillons) - 2 900 hommes
    - 79e demi-brigade d'infanterie de ligne (3 bataillons) - 2 205 hommes
    - 12e régiment de cavalerie (4 escadrons) - 140 hommes

- Division Férino
  - Brigade Tharreau
    - 89e demi-brigade d'infanterie de ligne (3 bataillons) - 2 252 hommes
    - 36e demi-brigade d'infanterie de ligne (3 bataillons) - 2 861 hommes
    - 18e régiment de cavalerie (4 escadrons) - 162 hommes

  - Brigade Tholmé
    - 74e demi-brigade d'infanterie de ligne (3 bataillons) - 2 455 hommes
    - 4e régiment de dragons (4 escadrons) – 406 hommes
    - 8e régiment de hussards (4 escadrons) – 166 hommes
    - Artillerie - 822 hommes

### Réserve
La réserve est sous les ordres du général Bourcier elle totalise 7 464 hommes
- Division Bourcier
  - Brigade 1 Forest
    - 93e demi-brigade d'infanterie de ligne (3 bataillons)
    - 1er régiment de carabiniers (4 escadrons)
    - 92e régiment de carabiniers (4 escadrons)

  - Brigade 2 Forest
    - 109e demi-brigade d'infanterie de ligne (3 bataillons)
    - 2e régiment de cavalerie (4 escadrons)
    - 15e régiment de cavalerie (4 escadrons)

  - Brigade 3 Forest
    - 3e régiment de cavalerie (4 escadrons)
    - 9e régiment de cavalerie (4 escadrons)
    - 14e régiment de cavalerie (4 escadrons)